# ARPA (virksomhed)
 For alternative betydninger, se ARPA. (Se også artikler, som begynder med ARPA)
Arpa er en virksomhed, der producerer varer inden for boligindretning. Den blev grundlagt i 1939 af fabrikant Palle Hansen i Mikkel Bryggers Gade i København.
Firmaet producerede persienner og rullegardiner, men et par år efter kom boligmontering, tæppesyning, gardinophængning o. lign. til.
Den store efterspørgsel gjorde, at fabrikken flyttede til Kattesundet 14, samtidigt med at den fik lokaler i Gladsaxe. Det slog ikke til, og den flyttede til Tordenskjoldsgade 29 og fremstillede alle arter lamper og senere lampeskærme.
Navnet Arpa er en sammensætning af Arne + Palle, de to initiativtagere 